# 烏斯京科瓦格列布利亞
50°17′20″N 31°17′50″E / 50.28889°N 31.29722°E
烏斯廷科瓦-赫雷布利亞（烏克蘭語：Устинкова Гребля）是位於烏克蘭北部的村莊，由基辅州布羅瓦里區的巴里希夫卡市鎮負責管轄。該村始建於十九世紀，面積0.29平方公里，海拔高度98米，2001年人口30，人口密度每平方公里103.5人。